# Jaderná elektrárna Wylfa
Jaderná elektrárna Wylfa byla jaderná elektrárna na ostrově Anglesey na severozápadě Walesu ve Spojeném království. Nachází se tedy severněji než Jaderná elektrárna Trawsfynydd. Na místě těsně sousedícím s původní elektrárnou se uvažuje o výstavbě nové jaderné elektrárny Wylfa Newydd (nová Wylfa).

## Historie a technické informace
Jaderná elektrárna Wylfa měla dva plynem chlazené reaktory typu Magnox, využívající přírodní uran, moderátorem byl grafit. Na rozdíl od Trawsfynydd používala k chlazení mořskou vodu.
Přezkum bezpečnosti v dubnu 2000 vyústil v práce na posílení stárnoucích svarů reaktorů (reaktorových nádob?). Z tohoto důvodu byly oba reaktory odstaveny a provoz obnovily v srpnu 2001.
Provozovatel: Magnox Electric → Nuclear Decommissioning Authority (NDA)
Dodavatel: konsorcium British Nuclear Design & Construction (BNDC)

## Informace o reaktorech
| Reaktor | Typ reaktoru | Výkon [MW] | Výkon [MW]  | Výkon [MW] | Zahájení stavby | Uvedení do provozu | Připojení k síti  | Provoz            | Uzavření          |
| Reaktor | Typ reaktoru | Tepelný    | Instalovaný | Čistý      | Zahájení stavby | Uvedení do provozu | Připojení k síti  | Provoz            | Uzavření          |
| ------- | ------------ | ---------- | ----------- | ---------- | --------------- | ------------------ | ----------------- | ----------------- | ----------------- |
| Wylfa 1 | GCR/MAGNOX   | 1650       | 530         | 490        | 1. září 1963    | 1. listopadu 1969  | 24. ledna 1971    | 1. listopadu 1971 | 30. prosince 2015 |
| Wylfa 2 | GCR/MAGNOX   | 1920       | 540         | 490        | 1. září 1963    | 1. září 1970       | 21. července 1971 | 3. ledna 1972     | 25. dubna 2012    |